# Phytolyma fusca
Phytolyma fusca är en insektsart som beskrevs av Alibert 1947. Phytolyma fusca ingår i släktet Phytolyma och familjen Homotomidae. Inga underarter finns listade i Catalogue of Life.